# Claudio Abbado
Claudio Abbado (1933 – 2014) là nhạc trưởng người Ý. Ông là một trong những vị nhạc trưởng Ý xuất sắc nhất thế kỷ XX.

## Tiểu sử[1]

### Thời niên thiếu
Claudio Abbado sinh ra trong một gia đình có truyền thống âm nhạc. Chính vì thế, ông đã được theo học sáng tác piano và chỉ huy dàn nhạc giao hưởng tại Orchestra d’Archi di Milano, ngôi trường được chính cha của Claudio là nghệ sĩ violin Michelangelo Abbado sáng lập. Claudio Abbado theo học ở đó cho đến năm 1955.

### Khi trưởng thành

#### Trước thập niên 1960
Sau khi theo học tại trường do cha mình sáng lập đến năm 1955, Claudio Abbado tiếp tục con đường đi học của mình với việc học chỉ huy tại Viện hàn lâm Âm nhạc Viên với Hans Swarowsky. Học ở đây còn có một vị nhạc trưởng tài ba khác trong tương lai, Zubin Mehta. Trong thời gian học tập tại đây, cả Abbado và Mehta đều tham gia hát trong dàn hợp xướng Gesellschaft der Musikfreunde với sự chỉ huy của nhiều nhạc trưởng nổi tiếng như Bruno Walter, George Szell, Hermann Scherchen và Herbert von Karajan. Abbado đã đạt giải thưởng trong cuộc thi Koussevitsky vào năm 1958 và trở nên nổi danh ở Ý.

#### Thập niên 1960

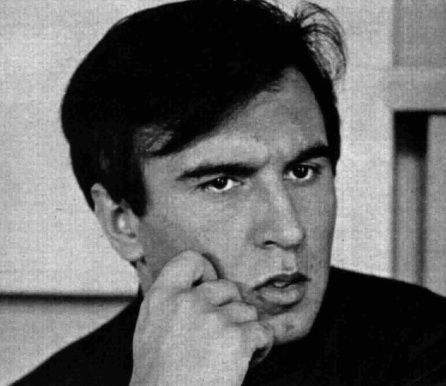
Abbado năm 1965

Thập niên 1960 đánh dấu sự phát triển sự nghiệp của Abbado. Năm 1960, ông có buổi chỉ huy ra mắt tại Nhà hát La Scala tại Milano nhân dịp kỷ niệm 300 trăm năm ngày sinh của nhà soạn nhạc người Ý Alessandro Scarlatti. Trong khi làm việc tại đó, Abbado đã thành lập dàn nhạc giao hưởng La Scala để trình diễn các tác phẩm dành riêng cho khí nhạc. Năm 1963, ông giành giải thưởng của cuộc thi Mitropoulos và trở nên nổi tiếng trên bình diện quốc tế với vai trò là một nhạc trưởng. Năm 1965, Abbado có lần xuất hiện đầu tiên cùng với Vienna Philharmonic trong buổi biểu diễn bản giao hưởng số 2 của Gustav Mahler. Đó là một phần trong buổi hòa nhạc tại Liên hoan Salzburg do đích thân Hebert von Karajan mời. Cũng trong năm đó, Abbado cũng có lần đầu tiên biểu diễn cùng London Symphony Orchestra. 1 năm tiếp theo, 1966, Abbado lần đầu chỉ huy Berlin Philharmonic. Một năm sau đó, 1967, Abbado có sự khởi đầu tại Viên trong một loạt những buổi hòa nhạc đặt vé trước của dàn nhạc. Năm 1968, ông có buổi ra mắt lần đầu tiên tại hai nhà hát danh tiếng: Covent Garden tại Luân Đôn và Metropolitan Opera tại New York. Tất cả những lần ra mắt đầu tiên này là với tác phẩm Don Carlos của Giuseppe Verdi. Ngoài ra, trong năm 1968, Abbado là giám đốc âm nhạc của La Scala và ông cũng chính là người mở mà mùa diễn 1967 - 1968 với tác phẩm Lucia de Lamermoor của Gaetano Donizetti.
Cũng trong thập niên 60, Abbado bắt đầu có những bản thu âm đầu tiên của mình. Ông ghi âm cho Deustche Grammophon và Decca các tác phẩm dành cho dàn nhạc của Ludwig van Beethoven, Johannes Brahms, Felix Mendelssohn, Franz Schubert và Maurice Ravel. 

#### Thập niên 1970
Trong thập niên này, Abbado có những chuyến lưu diễn rất đáng nhớ. Trong mùa diễn 1970 – 1971, Abbado được mời biểu diễn và thu âm tại Boston Symphony Orchestra. Vào năm 1972, cùng với London Symphony Orchestra (lúc này Abbado đã trở thành khách mời chính của dàn nhạc), ông đã biểu diễn La Cenerentola của Gioachino Rossini cũng như Aida và Requiem của Verdi tại Nationaltheater tại Munich trong thời gian diễn ra Thế vận hội Mùa hè 1972. Năm 1974, Abbado sang Moskva với các tác phẩm La Cenerentola, Simon Boccanegra và bản Requiem của Verdi. Tiếp theo là tại Washington vào tháng 12 năm 1976 ông cũng biểu diễn các tác phẩm nói trên cộng thêm Macbeth. Năm 1978, ông có buổi biểu diễn kỷ niệm 150 năm ngày mất của Schubert. Ngoài ra, Abbado còn lập ra Lễ hội Berg vào tháng 6 năm 1975 và ông cũng là người chỉ huy vở opera Lulu của Berg, phiên bản mà Pierre Boulez hoàn thiện.
Ngoài những buổi biểu diễn ra, ông cũng quan tâm đến việc đào tạo trẻ. Cụ thể, vào năm 1978, ông đã cho thành lập và trở thành giám đốc âm nhạc của Dàn nhạc Trẻ Liên minh châu Âu.

#### Thập niên 1980

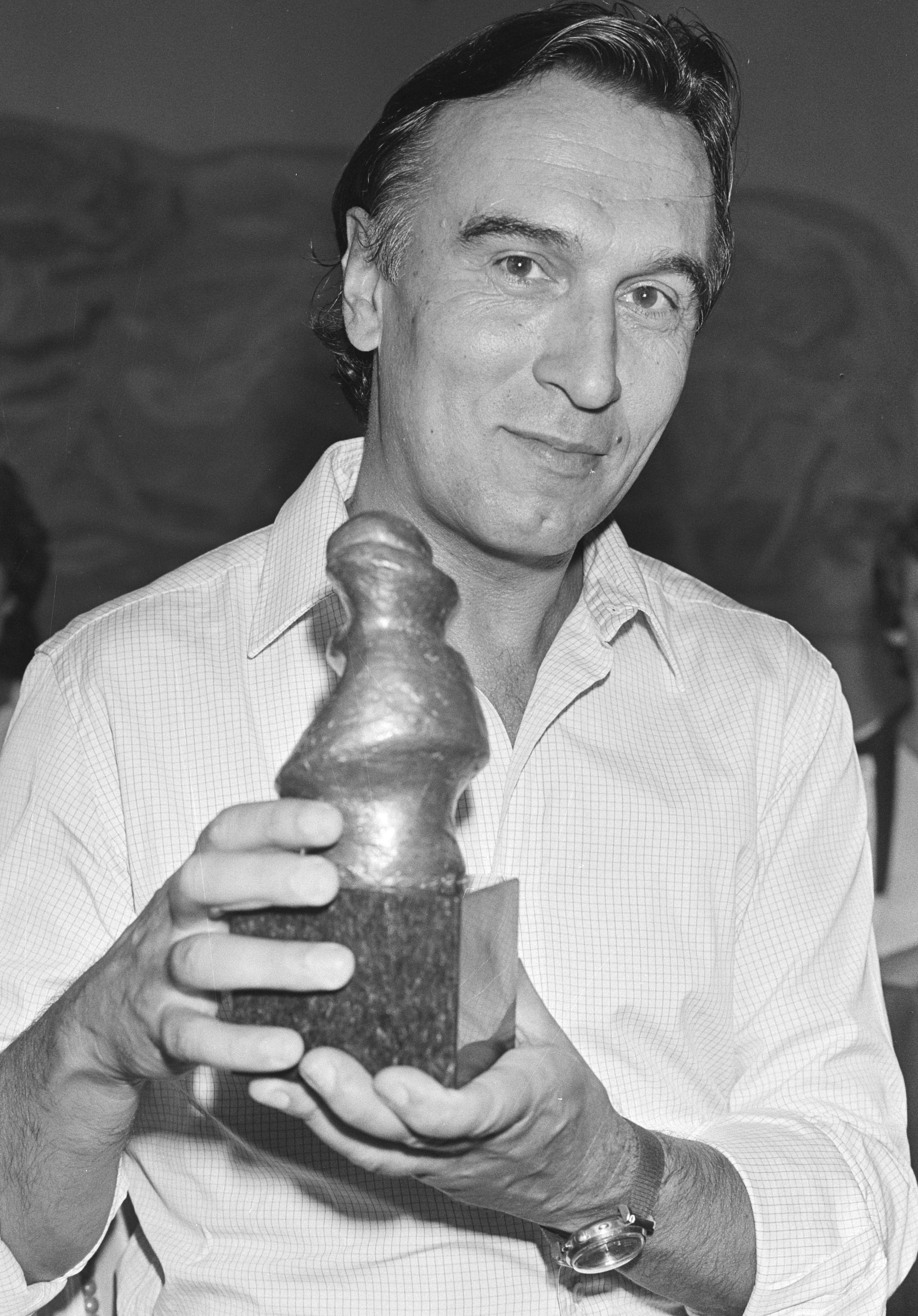
Abbado vào ngày 12 tháng 8 năm 1982

Năm 1986, ông trở thành giám đốc âm nhạc của Nhà hát Viên, nơi đây ông đã làm giàu thêm truyền thống biểu diễn của nhà hát với các tác phẩm Boris Godunov và Khovanshchina của Modest Mussorgsky, Fierrabras của Schubert và Il viaggio a Reims của Rossini. Đồng thời, ông cũng kết thúc công việc của mình tại La Scala. Và cũng trong năm 1986, ông cho thành lập Dàn nhạc Trẻ Gustav Mahler. Năm 1987, Abbado được bổ nhiệm làm tổng giám đốc âm nhạc của Viên. Một năm sau ông thành lập liên hoan âm nhạc hiện đại Viên mà từ đó mở rộng cho nhiều thể loại của âm nhạc đương đại. Liên hoan này được tổ chức hàng năm với sự chỉ đạo của Abbado. Năm 1989, ông là người kế nhiệm Herber von Karajan với vai trò là nhạc trưởng chính và cố vấn nghệ thuật của Berlin Philharmonic. 

#### Thập niên 1990
Năm 1991, ông kết thúc công việc làm giám đốc âm nhạc tại Nhà hát Viên. Năm 1992, Abbado đã thành lập Berliner Begegnungen cùng với nghệ sĩ cello người Nga Natalia Gutman. Đó là nơi gặp gỡ của các nghệ sĩ có kinh nghiệm và các nghệ sĩ trẻ gồm các tác phẩm nhạc thính phòng. Năm 1994, ông đưa ra sáng kiến về một cuộc thi dành cho các nhà soạn nhạc trẻ hàng năm tại Viên. Giải thưởng của cuộc thi này được Liên hoan Phục sinh Salzburg trao tặng. Đúng vào năm đó, ông trở thành giám đốc của Liên hoan này.

#### Thập niên 2000
Năm 2000, Abbado phát hiện mình bị ung thư dạ dày. Việc điều trị đã khiến ông dừng lại mọi công việc và nhường vị trí nhạc trưởng của Berlin Philharmonic cho Simon Rattle. Đến năm 2003, ông hoàn toàn bình phục và thực hiện Lucerne Festival Orchestra, buổi hòa nhạc nhận được nhiều lời khen ngợi. Năm 2004, ông trở lại làm việc với Berlin Philharmonic với bản giao hưởng số 6 của Mahler. trong một seri những buổi thu âm. Kết quả là bản thu âm đó được bình chọn là "Bản thu âm dàn nhạc hay nhất" và "Bản thu âm của năm" do tạp chí Gramophon bình chọn năm 2006. Năm 2007 trở thành một năm bận rộn với ông các buổi biểu diễn với Orchestra Mozart, Berlin Philharmonic và nhiều dàn nhạc khác.

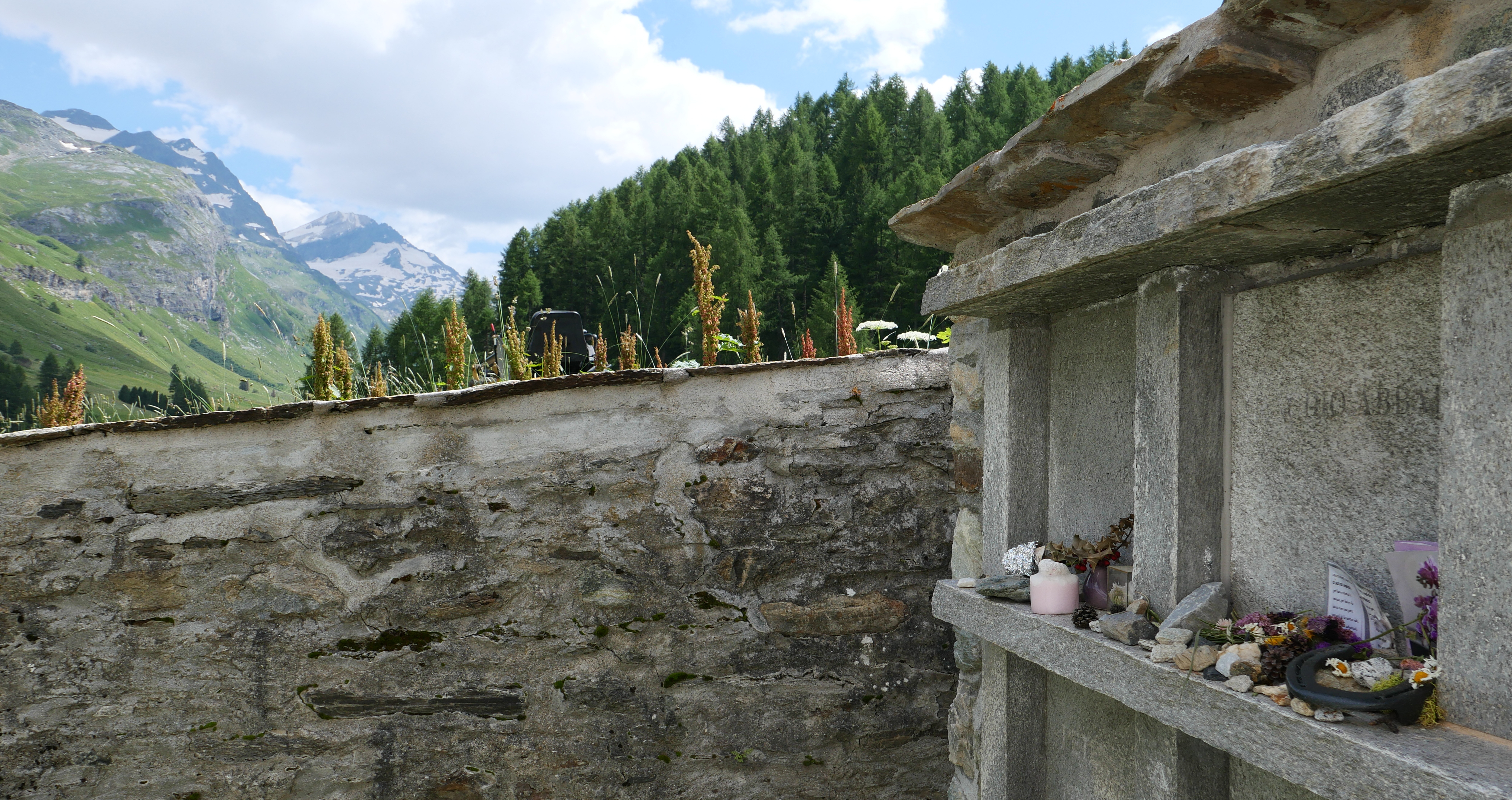
Mộ bình vào năm 2024.

#### Qua đời
Vào ngày 20 tháng 1 năm 2014, Claudio Abbado qua đời ở Bologna ở tuổi 80 sau một thời gian dài chiến đấu với căn bệnh ung thư. Hài cốt của Abbado được hỏa táng và một chiếc bình đựng một phần tro của ông được chôn cất tại nghĩa trang của nhà nguyện Fex-Crasta thế kỷ 15 ở Val Fex. Nó là một phần của đô thị Sils im Engadin/Segl, một ngôi làng ở bang Graubünden của Thụy Sĩ, nơi Abbado có một nhà nghỉ.

## Phong cách biểu diễn
Ở Abbado là tố chất lãnh đạo bẩm sinh hiếm có. Trong khi các nhà soạn nhạc thế hệ trước thể hiện sự tự kiêu, ông thể hiện sự mềm mỏng công minh chính trực. Chính điều này đã giúp ông thấu hiểu các dàn nhạc, dàn hợp xướng và nghệ sĩ độc tấu mà ông biểu diễn cùng.

## Vinh danh
- Vòng vinh dự của Vienna Philharmonic (1973)
- Huy chương Nocolai Vàng (1980)
- Huy chương vàng của Hiệp hội Gustav Mahler (1985)
- Bundesverdienstkreuz (1992)
- Giải thưởng của Giải thưởng Âm nhạc Quốc tế Ernst von Siemens (1994)
- Evening Standard Opera Award
- Huân chương Bắc Đẩu Bội tinh
- Gran Croce của Ý
- Thành viên danh dự của Gesellschaft der Musikfreunde
- Bằng danh dự của Đại học Cambridge, Đại học Aberdeen và Đại học Ferrara

## Thu âm
Abbado tiến hành thu âm với các hãng Deutsche Grammophon, EMI Classics và Sony Classics. Các bản thu âm của ông dành nhiều giải thưởng như bộ đầy đủ các bản giao hưởng của Beethoven, Mahler, Mendelssohn, Schubert, Ravel và Tchaikovsky. Với riêng Berlin Philharmonic, ông có cả một bộ "Brahms cycle" bao gồm tất cả các bản giao hưởng, concerto và các tác phẩm hợp xướng của Brahms cũng như các bản giao hưởng số 1, số 5 và số 8 của Mahler.